# Museu dos Óculos Gioconda Giannini
O Museu dos Óculos Gioconda Giannini é um museu particular localizado na cidade de São Paulo. Foi fundado em 1996 pelo esteta óptico e designer de armação de óculos Miguel Giannini, e seu sócio Alvaro Ferriolli, teve como curador, Hélio Leites. Hoje o atual curador é Harry George Eddelbuettel. O museu, que é uma mostra permanente, encontra-se sediado em um casarão da década de 1920, hoje tombado como patrimônio, no bairro do Bixiga e sua entrada é gratuita.
O museu conta com um um acervo que possui armações de óculos usados por grandes nomes brasileiros, como Rita Lee, Débora Bloch, Goulart de Andrade e Hebe Camargo, além de mais de 900 pares de óculos originários do Brasil, China e outros países. Muitos desses acessórios são raros e datam mais de oito séculos, além de réplicas de peças mais antigas.
Integrado à loja dos fundadores do museu, o espaço é descrito como uma "loja-museu", uma forma recente de integração entre acervo expositivo e ponto comercial.
É apontado como o único museu de óculos da América Latina. O museu é listado no Guia de Museus Brasileiros do Instituto Brasileiro de Museus.

## História do Museu
Miguel Giannini começou sua coleção pessoal de óculos por passatempo através de doações feitas por clientes da ótica da qual era dono, Ótica Fiore & Miguel e Ótica Miguel Giannini Óculos. A coleção era inicialmente um hobby. O museu foi fundado em março de 1996, com a decisão de abrir ao público a coleção pessoal; Miguel Giannini passou a obter cada vez mais peças por meio de leilões e antiquários, como é o caso da peça mais antiga do museu, datada do século XVII, que foi obtida em um antiquário na Itália.
O Museu, que ocupa o segundo andar do casarão, divide espaço com uma das óticas de Miguel Giannini.

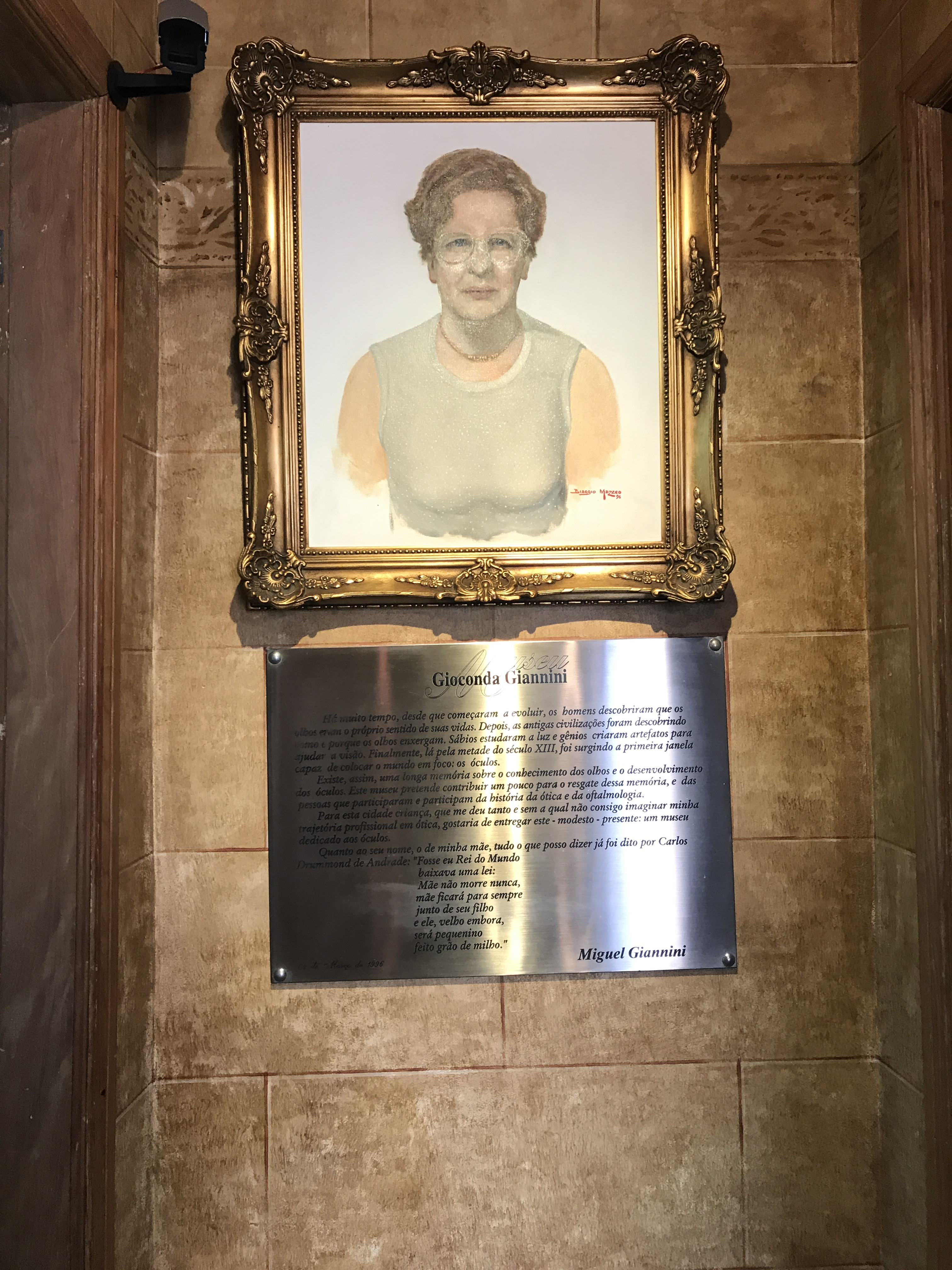
Gioconda Giannini, mãe de Miguel.

O nome Gioconda Giannini, que faz parte do nome do museu, é uma homenagem à mãe de Miguel.

### Edifício
O edifício do museu, chamado na mídia de "castelinho azul e branco", foi construído em 1918, na Bela Vista. Bem tombado, é considerado um imóvel luxuoso. Está localizado ao lado ao Museu Memória do Bixiga e próximo ao Theatro Ruth Escobar.
Em reportagem na Folha de S.Paulo, a entrada do museu é assim descrita:
| “                                  | Após dois lances de escada, o visitante chega ao piso térreo do prédio. Ali funciona a ótica de Miguel Giannini, filho da Gioconda que dá nome ao museu. A impressão ao passar pela porta de vidro é a de entrar em uma realidade paralela, onde todos os narizes se sentem orgulhosos de sustentar óculos. O piso, formado por salas grandes e bem iluminadas, é decorado com diversas mesas. Em cada uma, um profissional vestido com jaleco branco discute com o cliente o tipo de armação que mais combina com seu estilo. | ” |
| — Bruno Molinero, Folha de S.Paulo | |   |

O espaço é mantido com tacos de madeira, que produzem desenhos no assoalho, e há obras de arte no espaço.

## Miguel Giannini
Descendente de italiano, Miguel Giannini é o mais importante esteta óptico conhecido e fundador do Museu dos Óculos. Ele trabalha com óculos desde os treze anos e atende em óticas há mais de cinquenta anos. Ao longo de sua vida, Miguel desenvolveu, em parceria com a Escola Paulistana de Medicina da UNIFESP um trabalho voluntário de doação de óculos para populações indígenas.
Seu sucesso como oculista deveu-se em parte por ter desenvolvido um método que lhe permite ver o melhor tipo de óculos para cada pessoa. Esse método é pautado na observação das sobrancelhas, largura e altura do nariz. Com esse método, ganhou fama e prestígio, o que fez com que ele auxiliasse no visual de muitos famosos, como foi o caso dos ex-presidentes José Sarney, Fernando Henrique Cardoso, Luiz Inácio Lula da Silva e Dilma Rousseff. Também fez armações para Geraldo Alckmin, Marta Suplicy e Eduardo Suplicy.

## Acervo do Museu
O museu possui aproximadamente 900 pares de óculos de épocas e estilos diferentes, dos quais mais de 500 são apresentados na exposição permanente. Sua peça mais antiga foi obtida em um antiquário na Itália. No acervo, há o primeiro modelo de óculos que foi criado: em 400 ou 500 a.C., nobres chineses o usavam para tentar conter dores de cabeça e doenças mentais ou como acessório.
O museu conta também com réplicas, como por exemplo uma em madeira do modelo Rivet, originalmente produzido em metal. Além dela, conta com réplicas dos primeiros óculos descobertos na Alemanha no século XIII e de um modelo italiano de 1270.
Há no acervo, também, um modelo original chinês do século XVIII e uma coleção, também chinesa, do século XVII, guardada em estojos de escamas de peixes. Na coleção, encontram-se armações curiosas, como italianas que contam com toldos contra o sol e pinça-narizes da França.
Destacam-se uma coleção de Christian Dior e peças usadas por personalidades de destaque como Elis Regina, José Wilker, Paulo Francis, Jô Soares e Rita Lee. Também há armações de Ruth Cardoso, Fernando Henrique Cardoso e Mário Covas.

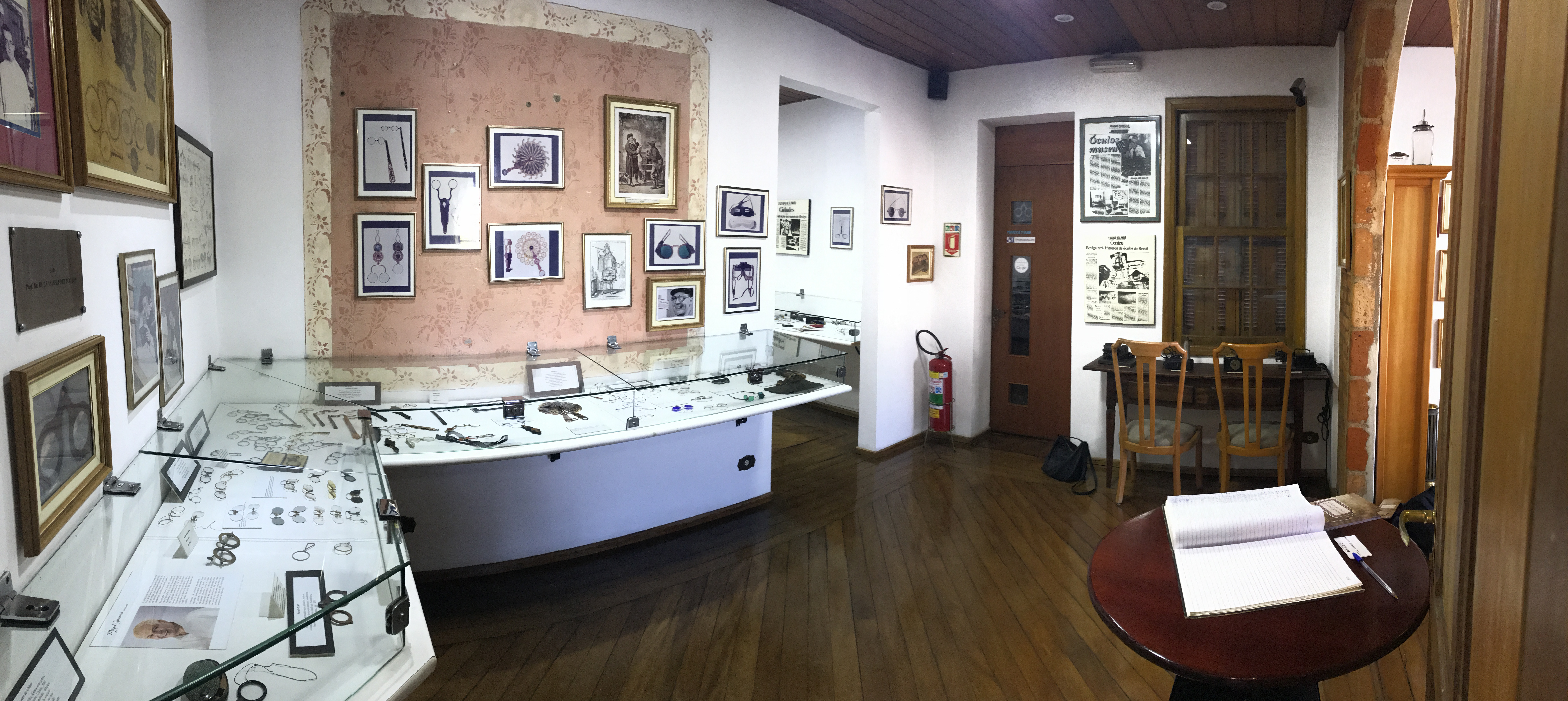
Sala principal do museu.

Há também peças curiosas, como um óculos-leque de tartaruga, projetado exclusivamente para exibição, além de objetos e máquinas antigas utilizadas por oftalmologistas, atestando a evolução desse ramo da medicina.
Todo o acervo foi adquirido por Miguel Giannini. A mostra, organizada cronologicamente, permite entender a evolução histórica do objeto mote do museu.
Durante muitos séculos os óculos eram uma exclusividade das elites europeias e foi só por volta de 1600 que surgiram as hastes retas e fixas espiraladas, que eram, até então, produzidas à mão.
Em 1930 um novo conceito de óculos surgiu, fazendo com que as novas armações fossem mais leves e versáteis e nos anos 70 surgiram os óculos de plásticos, enormes e coloridos, que fez muito sucesso entre os jovens da época.

## Galeria

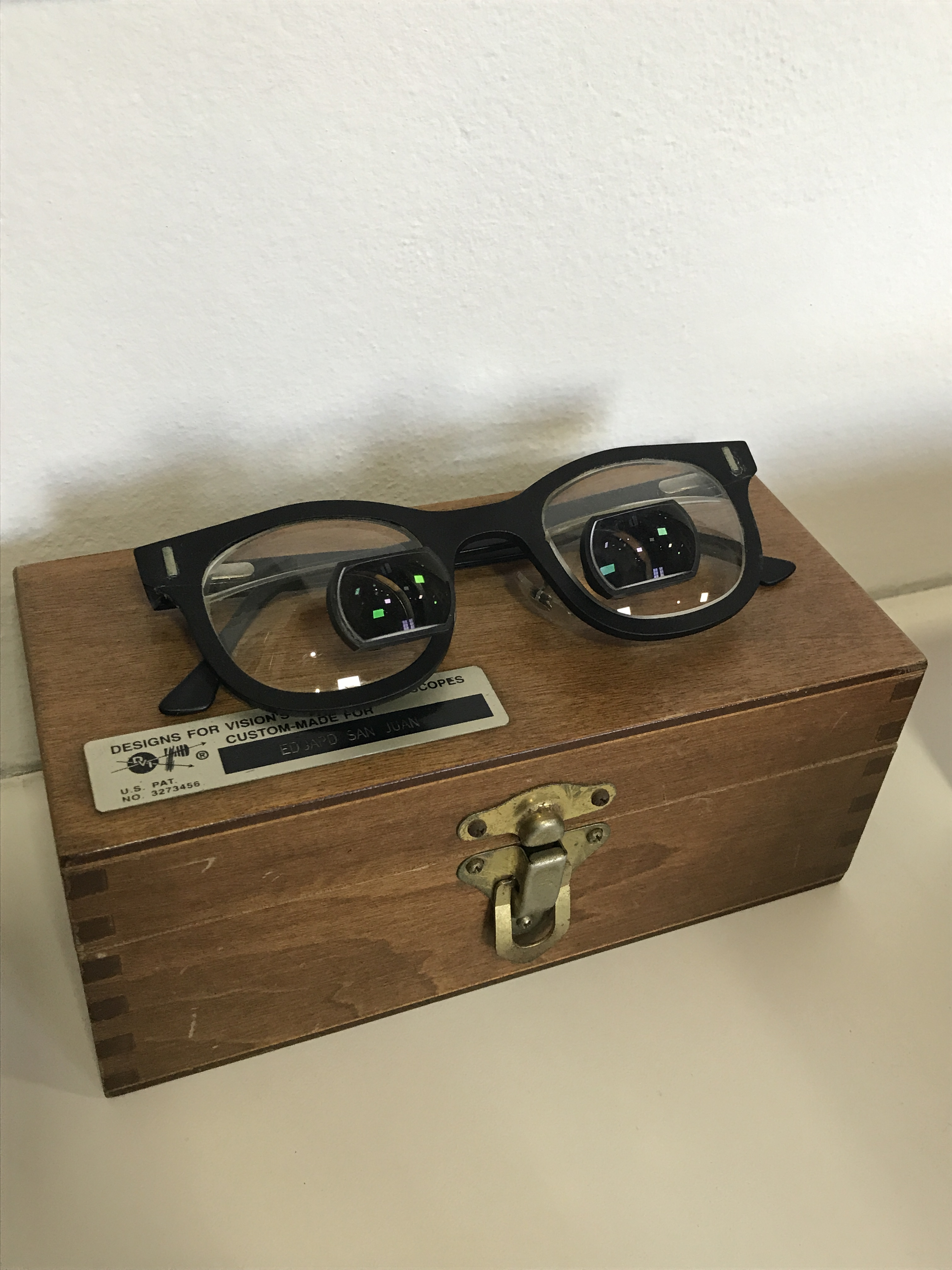
Óculos para operar coração. Doação de Cliente da Ótica Miguel Giannini
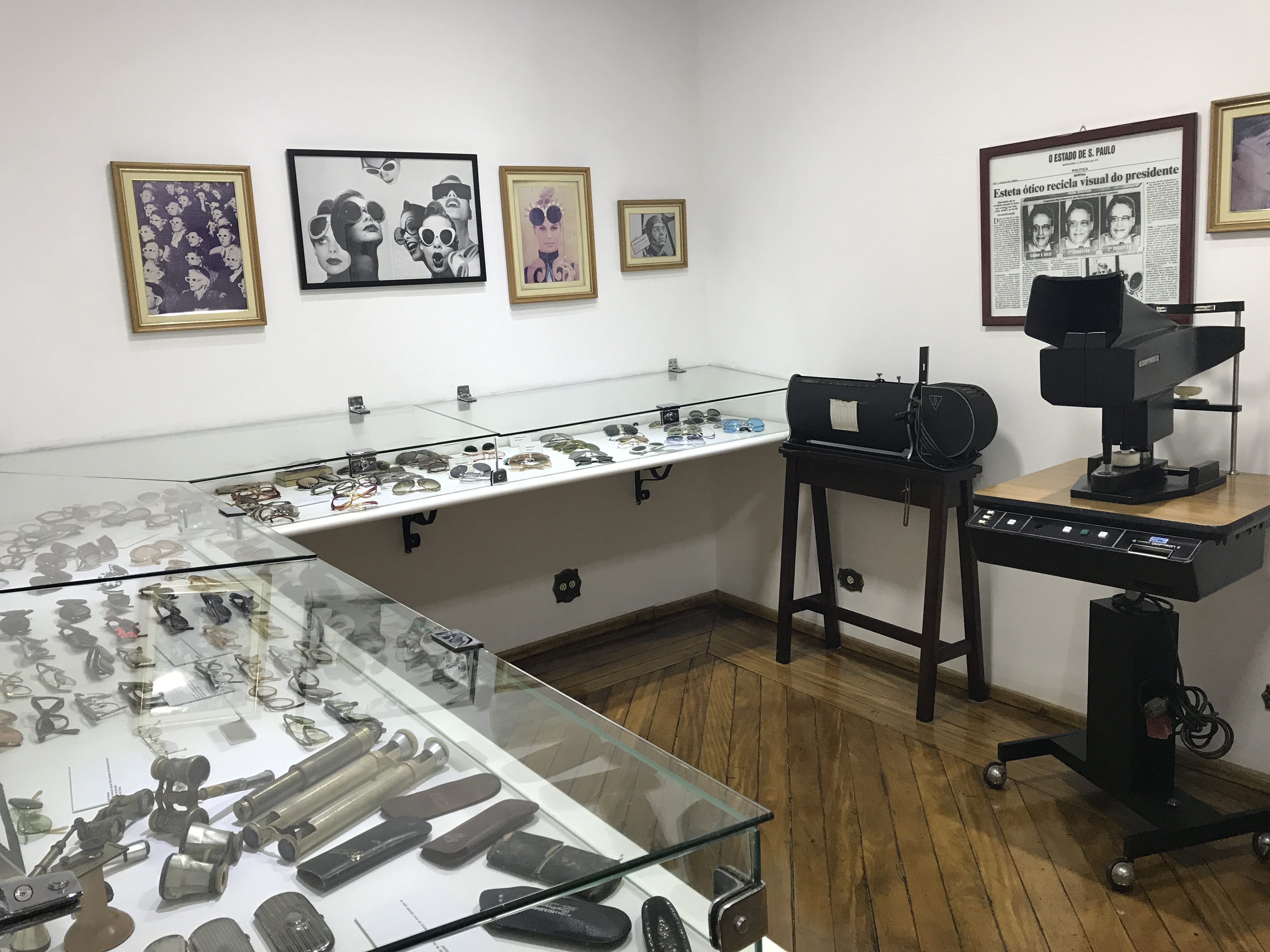
Sala Dr. Wilmar R. Silvino (Oftalmologista)
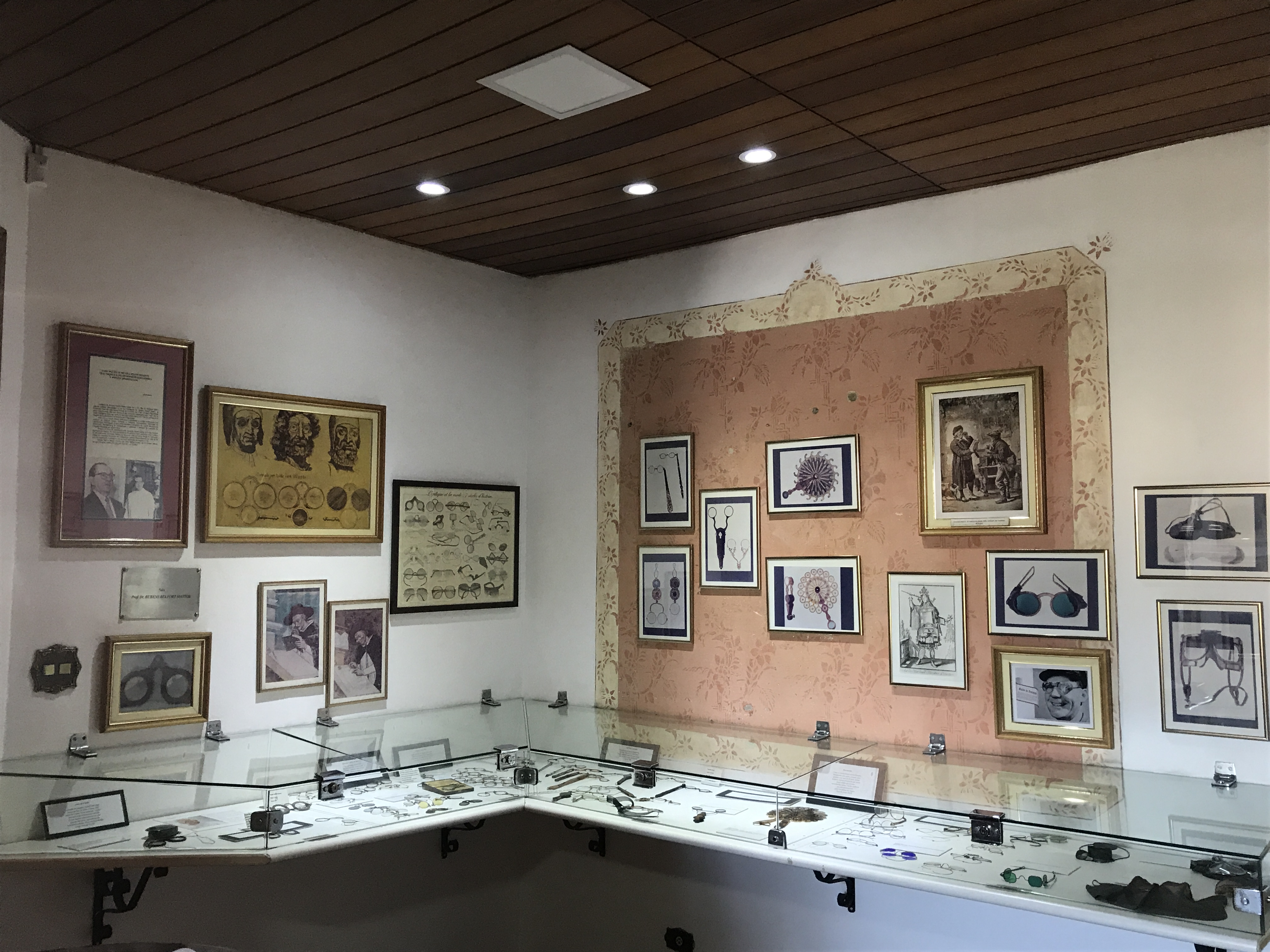
Sala Prof. Dr. Rubens Belfort Mattos  (Oftalmologista)